# Seven de Estados Unidos 2017
El Seven de Estados Unidos 2017 fue la decimocuarta edición del torneo masculino de rugby 7 y la quinta etapa de la Serie Mundial de Rugby 7 2016-17. Se realizó durante los días 3, 4 y 5 de marzo de 2017 en el Estadio Sam Boyd de Las Vegas (Estados Unidos).
Los Blitzboks ganan su cuarto torneo en cinco rondas del circuito al superar en la final de Las Vegas a Fiyi por 19-12.

## Formato
Se dividen en cuatro grupos de cuatro equipos, cada grupo se resuelve con el sistema de todos contra todos a una sola ronda; la victoria otorga 3 puntos, el empate 2 y la derrota 1 punto.
Los dos equipos con más puntos en cada grupo avanzan a cuartos de final de la Copa de Oro. Los cuatro ganadores avanzan a semifinales de la Copa de Oro, y los cuatro perdedores a semifinales de la Copa de Plata.
Los dos equipos con menos puntos en cada grupo avanzan a cuartos de final de la Copa de Bronce. Los cuatro ganadores avanzan a semifinales de la Copa de Bronce, y los cuatro perdedores a semifinales de la Copa Shield.

## Equipos participantes
Como selección invitada se suma Chile al haber finalizado en el tercer puesto (primero de los equipos no clasificados en el circuito) del Circuito Sudamericano de Seven 2016-17.
| - Argentina - Australia - Canadá - Chile | - Escocia - Estados Unidos - Fiyi - Francia | - Gales - Inglaterra - Japón - Kenia | - Nueva Zelanda - Rusia - Samoa - Sudáfrica |

## Fase de grupos
- Todos los horarios corresponden al huso horario local: UTC-8.[4]

### Grupo A
| Pos | Países    | Pts | Partidos | Partidos | Partidos | Partidos | Tantos | Tantos | Tantos |
| Pos | Países    | Pts | J        | G        | E        | P        | PF     | PC     | DP     |
| --- | --------- | --- | -------- | -------- | -------- | -------- | ------ | ------ | ------ |
| 1   | Sudáfrica | 9   | 3        | 3        | 0        | 0        | 78     | 14     | 64     |
| 2   | Canadá    | 7   | 3        | 2        | 0        | 1        | 52     | 47     | 5      |
| 3   | Francia   | 5   | 3        | 1        | 0        | 2        | 33     | 59     | -26    |
| 4   | Gales     | 3   | 3        | 0        | 0        | 3        | 35     | 78     | -43    |

|  | Avanzan a cuartos de final. |

#### Resultados
| 3 de marzo, 18:21 | Gales | 7 - 33  | Francia | Estadio Sam Boyd, Las Vegas |  |
|                   |       | Reporte |         |                             |  |

| 3 de marzo, 18:43 | Sudáfrica | 26 - 7  | Canadá | Estadio Sam Boyd, Las Vegas |  |
|                   |           | Reporte |        |                             |  |

| 3 de marzo, 21:20 | Gales | 21 - 24 | Canadá | Estadio Sam Boyd, Las Vegas |  |
|                   |       | Reporte |        |                             |  |

| 3 de marzo, 21:42 | Sudáfrica | 31 - 0  | Francia | Estadio Sam Boyd, Las Vegas |  |
|                   |           | Reporte |         |                             |  |

| 4 de marzo, 15:46 | Francia | 0 - 21  | Canadá | Estadio Sam Boyd, Las Vegas |  |
|                   |         | Reporte |        |                             |  |

| 4 de marzo, 16:08 | Sudáfrica | 21 - 7  | Gales | Estadio Sam Boyd, Las Vegas |  |
|                   |           | Reporte |       |                             |  |

### Grupo B
| Pos | Países         | Pts | Partidos | Partidos | Partidos | Partidos | Tantos | Tantos | Tantos |
| Pos | Países         | Pts | J        | G        | E        | P        | PF     | PC     | DP     |
| --- | -------------- | --- | -------- | -------- | -------- | -------- | ------ | ------ | ------ |
| 1   | Inglaterra     | 9   | 3        | 3        | 0        | 0        | 67     | 29     | 38     |
| 2   | Estados Unidos | 7   | 3        | 2        | 0        | 1        | 74     | 29     | 45     |
| 3   | Samoa          | 5   | 3        | 1        | 0        | 2        | 29     | 50     | -21    |
| 4   | Chile          | 3   | 3        | 0        | 0        | 3        | 17     | 79     | -62    |

|  | Avanzan a cuartos de final. |

#### Resultados
| 3 de marzo, 17:37 | Estados Unidos | 26 - 5  | Samoa | Estadio Sam Boyd, Las Vegas |  |
|                   |                | Reporte |       |                             |  |

| 3 de marzo, 17:59 | Inglaterra | 31 - 5  | Chile | Estadio Sam Boyd, Las Vegas |  |
|                   |            | Reporte |       |                             |  |

| 3 de marzo, 20:36 | Estados Unidos | 31 - 0  | Chile | Estadio Sam Boyd, Las Vegas |  |
|                   |                | Reporte |       |                             |  |

| 3 de marzo, 20:58 | Inglaterra | 12 - 7  | Samoa | Estadio Sam Boyd, Las Vegas |  |
|                   |            | Reporte |       |                             |  |

| 4 de marzo, 14:58 | Samoa | 17 - 12 | Chile | Estadio Sam Boyd, Las Vegas |  |
|                   |       | Reporte |       |                             |  |

| 4 de marzo, 15:24 | Inglaterra | 24 - 17 | Estados Unidos | Estadio Sam Boyd, Las Vegas |  |
|                   |            | Reporte |                |                             |  |

### Grupo C
| Pos | Países        | Pts | Partidos | Partidos | Partidos | Partidos | Tantos | Tantos | Tantos |
| Pos | Países        | Pts | J        | G        | E        | P        | PF     | PC     | DP     |
| --- | ------------- | --- | -------- | -------- | -------- | -------- | ------ | ------ | ------ |
| 1   | Argentina     | 8   | 3        | 2        | 1        | 0        | 69     | 24     | 45     |
| 2   | Nueva Zelanda | 7   | 3        | 2        | 0        | 1        | 53     | 24     | 29     |
| 3   | Kenia         | 6   | 3        | 1        | 1        | 1        | 33     | 48     | -15    |
| 4   | Rusia         | 3   | 3        | 0        | 0        | 3        | 15     | 74     | -59    |

|  | Avanzan a cuartos de final. |

#### Resultados
| 3 de marzo, 16:53 | Argentina | 43 - 0  | Rusia | Estadio Sam Boyd, Las Vegas |  |
|                   |           | Reporte |       |                             |  |

| 3 de marzo, 17:15 | Nueva Zelanda | 24 - 7  | Kenia | Estadio Sam Boyd, Las Vegas |  |
|                   |               | Reporte |       |                             |  |

| 3 de marzo, 19:52 | Argentina | 14 - 14 | Kenia | Estadio Sam Boyd, Las Vegas |  |
|                   |           | Reporte |       |                             |  |

| 3 de marzo, 20:14 | Nueva Zelanda | 19 - 5  | Rusia | Estadio Sam Boyd, Las Vegas |  |
|                   |               | Reporte |       |                             |  |

| 4 de marzo, 14:12 | Rusia | 10 - 12 | Kenia | Estadio Sam Boyd, Las Vegas |  |
|                   |       | Reporte |       |                             |  |

| 4 de marzo, 14:36 | Nueva Zelanda | 10 - 12 | Argentina | Estadio Sam Boyd, Las Vegas |  |
|                   |               | Reporte |           |                             |  |

### Grupo D
| Pos | Países    | Pts | Partidos | Partidos | Partidos | Partidos | Tantos | Tantos | Tantos |
| Pos | Países    | Pts | J        | G        | E        | P        | PF     | PC     | DP     |
| --- | --------- | --- | -------- | -------- | -------- | -------- | ------ | ------ | ------ |
| 1   | Fiyi      | 9   | 3        | 3        | 0        | 0        | 89     | 29     | 60     |
| 2   | Australia | 7   | 3        | 2        | 0        | 1        | 64     | 57     | 7      |
| 3   | Escocia   | 5   | 3        | 1        | 0        | 2        | 66     | 59     | 7      |
| 4   | Japón     | 3   | 3        | 0        | 0        | 3        | 19     | 93     | -74    |

|  | Avanzan a cuartos de final. |

#### Resultados
| 3 de marzo, 16:09 | Fiyi | 41 - 0  | Japón | Estadio Sam Boyd, Las Vegas |  |
|                   |      | Reporte |       |                             |  |

| 3 de marzo, 16:31 | Australia | 28 - 21 | Escocia | Estadio Sam Boyd, Las Vegas |  |
|                   |           | Reporte |         |                             |  |

| 3 de marzo, 19:08 | Fiyi | 24 - 12 | Escocia | Estadio Sam Boyd, Las Vegas |  |
|                   |      | Reporte |         |                             |  |

| 3 de marzo, 19:30 | Australia | 19 - 12 | Japón | Estadio Sam Boyd, Las Vegas |  |
|                   |           | Reporte |       |                             |  |

| 4 de marzo, 13:28 | Japón | 7 - 33  | Escocia | Estadio Sam Boyd, Las Vegas |  |
|                   |       | Reporte |         |                             |  |

| 4 de marzo, 13:50 | Australia | 17 - 24 | Fiyi | Estadio Sam Boyd, Las Vegas |  |
|                   |           | Reporte |      |                             |  |

## Etapa eliminatoria

### Copa de oro
|  | Cuartos de final | Cuartos de final | Cuartos de final |                |           | Semifinales | Semifinales | Semifinales |                |                | Copa de oro   | Copa de oro   | Copa de oro |  |
|  |                  |                  |                  |                |           |             |             |             |                |                |               |               |             |  |
|  |                  |                  |                  |                |           |             |             |             |                |                |               |               |             |  |
|  | Sudáfrica        | Sudáfrica        | 17               |                |           |             |             |             |                |                |               |               |             |  |
|  | Sudáfrica        | Sudáfrica        | 17               |                |           |             |             |             |                |                |               |               |             |  |
|  | Australia        | Australia        | 14               |                |           |             |             |             |                |                |               |               |             |  |
|  | Australia        | Australia        | 14               |                | Sudáfrica | Sudáfrica   | 20          |             |                |                |               |               |             |  |
|  |                  |                  |                  |                | Sudáfrica | Sudáfrica   | 20          |             |                |                |               |               |             |  |
|  |                  |                  | Estados Unidos   | Estados Unidos | 17        |             |             |             |                |                |               |               |             |  |
|  | Argentina        | Argentina        | Estados Unidos   | Estados Unidos | 17        | 19          |             |             |                |                |               |               |             |  |
|  | Argentina        | Argentina        |                  |                |           |             |             |             |                |                |               |               |             |  |
|  | Estados Unidos   | Estados Unidos   | 21               |                |           |             |             |             |                |                |               |               |             |  |
|  | Estados Unidos   | Estados Unidos   | 21               |                |           |             |             |             |                | Sudáfrica      | Sudáfrica     | 19            |             |  |
|  |                  |                  |                  |                |           |             |             |             |                | Sudáfrica      | Sudáfrica     | 19            |             |  |
|  |                  |                  | Fiyi             | Fiyi           | 12        |             |             |             |                |                |               |               |             |  |
|  | Fiyi             | Fiyi             | Fiyi             | Fiyi           | 12        | 31          |             |             |                |                |               |               |             |  |
|  | Fiyi             | Fiyi             |                  |                |           |             |             |             |                |                |               |               |             |  |
|  | Canadá           | Canadá           | 12               |                |           |             |             |             |                |                |               |               |             |  |
|  | Canadá           | Canadá           | 12               |                | Fiyi      | Fiyi        | 19          |             |                | Tercer lugar   | Tercer lugar  | Tercer lugar  |             |  |
|  |                  |                  |                  |                | Fiyi      | Fiyi        | 19          |             |                | Tercer lugar   | Tercer lugar  | Tercer lugar  |             |  |
|  |                  |                  | Nueva Zelanda    | Nueva Zelanda  | 14        |             |             |             |                |                |               |               |             |  |
|  | Inglaterra       | Inglaterra       | Nueva Zelanda    | Nueva Zelanda  | 14        | 0           |             |             | Estados Unidos | Estados Unidos | 19            |               |             |  |
|  | Inglaterra       | Inglaterra       |                  |                |           |             |             |             | Estados Unidos | Estados Unidos | 19            |               |             |  |
|  | Nueva Zelanda    | Nueva Zelanda    | 19               |                |           |             |             |             |                |                | Nueva Zelanda | Nueva Zelanda | 15          |  |
|  | Nueva Zelanda    | Nueva Zelanda    | 19               |                |           |             |             |             |                |                | Nueva Zelanda | Nueva Zelanda | 15          |  |
|  |                  |                  |                  |                |           |             |             |             |                |                |               |               |             |  |

#### Cuartos de final
| 4 de marzo, 20:16 | Sudáfrica | 17 - 14 | Australia | Estadio Sam Boyd, Las Vegas |  |
|                   |           | Reporte |           |                             |  |

| 4 de marzo, 20:38 | Argentina | 19 - 21 | Estados Unidos | Estadio Sam Boyd, Las Vegas |  |
|                   |           | Reporte |                |                             |  |

| 4 de marzo, 21:00 | Fiyi | 31 - 12 | Canadá | Estadio Sam Boyd, Las Vegas |  |
|                   |      | Reporte |        |                             |  |

| 4 de marzo, 21:22 | Inglaterra | 0 - 19  | Nueva Zelanda | Estadio Sam Boyd, Las Vegas |  |
|                   |            | Reporte |               |                             |  |

#### Semifinales
| 5 de marzo, 14:06 | Sudáfrica | 20 - 17 | Estados Unidos | Estadio Sam Boyd, Las Vegas |  |
|                   |           | Reporte |                |                             |  |

| 5 de marzo, 14:28 | Fiyi | 19 - 14 | Nueva Zelanda | Estadio Sam Boyd, Las Vegas |  |
|                   |      | Reporte |               |                             |  |

#### Tercer puesto
| 5 de marzo, 16:30 | Estados Unidos | 19 - 15 | Nueva Zelanda | Estadio Sam Boyd, Las Vegas |  |
|                   |                | Reporte |               |                             |  |

#### Final
| 5 de marzo, 17:00 | Sudáfrica | 19 - 12 | Fiyi | Estadio Sam Boyd, Las Vegas |  |
|                   |           | Reporte |      |                             |  |

| Bandera de Sudáfrica   |
| Campeón Sudáfrica      |
| 4º título del circuito |

### Copa de plata
|  | Semifinales | Semifinales | Semifinales |            |           | Copa de plata | Copa de plata | Copa de plata |  |
|  |             |             |             |            |           |               |               |               |  |
|  |             |             |             |            |           |               |               |               |  |
|  | Australia   | Australia   | 14          |            |           |               |               |               |  |
|  | Australia   | Australia   | 14          |            |           |               |               |               |  |
|  | Argentina   | Argentina   | 0           |            |           |               |               |               |  |
|  | Argentina   | Argentina   | 0           |            | Australia | Australia     | 7             |               |  |
|  |             |             |             |            | Australia | Australia     | 7             |               |  |
|  |             |             | Inglaterra  | Inglaterra | 10        |               |               |               |  |
|  | Canadá      | Canadá      | Inglaterra  | Inglaterra | 10        | 5             |               |               |  |
|  | Canadá      | Canadá      |             |            |           | 5             |               |               |  |
|  | Inglaterra  | Inglaterra  | 12          |            |           |               |               |               |  |
|  | Inglaterra  | Inglaterra  | 12          |            |           |               |               |               |  |
|  |             |             |             |            |           |               |               |               |  |

### Copa de bronce
|  | Eliminatoria | Eliminatoria | Eliminatoria |       |         | Semifinales | Semifinales | Semifinales |  |       | Copa de bronce | Copa de bronce | Copa de bronce |  |
|  |              |              |              |       |         |             |             |             |  |       |                |                |                |  |
|  |              |              |              |       |         |             |             |             |  |       |                |                |                |  |
|  | Francia      | Francia      | 24           |       |         |             |             |             |  |       |                |                |                |  |
|  | Francia      | Francia      | 24           |       |         |             |             |             |  |       |                |                |                |  |
|  | Japón        | Japón        | 14           |       |         |             |             |             |  |       |                |                |                |  |
|  | Japón        | Japón        | 14           |       | Francia | Francia     | 7           |             |  |       |                |                |                |  |
|  |              |              |              |       | Francia | Francia     | 7           |             |  |       |                |                |                |  |
|  |              |              | Kenia        | Kenia | 14      |             |             |             |  |       |                |                |                |  |
|  | Kenia        | Kenia        | Kenia        | Kenia | 14      | 21          |             |             |  |       |                |                |                |  |
|  | Kenia        | Kenia        |              |       |         |             |             |             |  |       |                |                |                |  |
|  | Chile        | Chile        | 19           |       |         |             |             |             |  |       |                |                |                |  |
|  | Chile        | Chile        | 19           |       |         |             |             |             |  | Kenia | Kenia          | 21             |                |  |
|  |              |              |              |       |         |             |             |             |  | Kenia | Kenia          | 21             |                |  |
|  |              |              | Samoa        | Samoa | 14      |             |             |             |  |       |                |                |                |  |
|  | Escocia      | Escocia      | Samoa        | Samoa | 14      | 28          |             |             |  |       |                |                |                |  |
|  | Escocia      | Escocia      |              |       |         |             |             |             |  |       |                |                |                |  |
|  | Gales        | Gales        | 21           |       |         |             |             |             |  |       |                |                |                |  |
|  | Gales        | Gales        | 21           |       | Escocia | Escocia     | 0           |             |  |       |                |                |                |  |
|  |              |              |              |       | Escocia | Escocia     | 0           |             |  |       |                |                |                |  |
|  |              |              | Samoa        | Samoa | 24      |             |             |             |  |       |                |                |                |  |
|  | Samoa        | Samoa        | Samoa        | Samoa | 24      | 31          |             |             |  |       |                |                |                |  |
|  | Samoa        | Samoa        |              |       |         |             |             |             |  |       |                |                |                |  |
|  | Rusia        | Rusia        | 7            |       |         |             |             |             |  |       |                |                |                |  |
|  | Rusia        | Rusia        | 7            |       |         |             |             |             |  |       |                |                |                |  |
|  |              |              |              |       |         |             |             |             |  |       |                |                |                |  |

### Copa shield
|  | Semifinales | Semifinales | Semifinales |       |       | Copa shield | Copa shield | Copa shield |  |
|  |             |             |             |       |       |             |             |             |  |
|  |             |             |             |       |       |             |             |             |  |
|  | Japón       | Japón       | 24          |       |       |             |             |             |  |
|  | Japón       | Japón       | 24          |       |       |             |             |             |  |
|  | Chile       | Chile       | 7           |       |       |             |             |             |  |
|  | Chile       | Chile       | 7           |       | Japón | Japón       | 19          |             |  |
|  |             |             |             |       | Japón | Japón       | 19          |             |  |
|  |             |             | Gales       | Gales | 21    |             |             |             |  |
|  | Gales       | Gales       | Gales       | Gales | 21    | 24          |             |             |  |
|  | Gales       | Gales       |             |       |       | 24          |             |             |  |
|  | Rusia       | Rusia       | 5           |       |       |             |             |             |  |
|  | Rusia       | Rusia       | 5           |       |       |             |             |             |  |
|  |             |             |             |       |       |             |             |             |  |

## Posiciones finales
| Pos               | Equipo         |
| ----------------- | -------------- |
| Medalla de oro    | Sudáfrica      |
| 2                 | Fiyi           |
| 3                 | Estados Unidos |
| 4                 | Nueva Zelanda  |
| Medalla de plata  | Inglaterra     |
| 6                 | Australia      |
| 7                 | Argentina      |
| 7                 | Canadá         |
| Medalla de bronce | Kenia          |
| 10                | Samoa          |
| 11                | Francia        |
| 11                | Escocia        |
| 13                | Gales          |
| 14                | Japón          |
| 15                | Chile          |
| 15                | Rusia          |